# حركة المقاومة الإيطالية
حركة المقاومة الإيطالية (بالإيطالية: esistenza italiana or just la Resistenza) مصطلح شامل لجماعات مقاوِمة إيطالية كانت في الحرب العالمية الثانية. نشأت الحركة معارَضةً لقوات ألمانيا النازية والنظام المحلي لدولتها الدمية التي كانت تُدعى «الجمهورية الإيطالية الاشتراكية»، ولا سيما بعد أن غزت ألمانيا إيطاليا واحتلتها بين شهر سبتمبر عام 1943 وشهر إبريل عام 1945، مع أن مقاومة حكومة إيطاليا الفاشية كانت قد بدأت حتى قبل الحرب العالمية الثانية. عُرف المشاركون فيها باسم الحزبيين (بالإنجليزية: partisans)، والنزاع الوحشي الذي خاضوه يُشار إليه باسم حرب التحرير الإيطالية (عند الكلام عن الدور الذي لعبوه في الحملة الإيطالية ضد دول المحور) أو الحرب الأهلية الإيطالية (عند الكلام عن نزاعهم مع الفاشيين الإيطاليين تحديدًا). أُعلن تأسّس الجمهورية الإيطالية الحديثة على كفاح المقاومة.

## مقاومة القوات المسلحة الإيطالية

### في إيطاليا

#### روما
المقاومة المسلحة للاحتلال الألماني عقب الهدنة التي قامت بين إيطاليا وقوات الحلفاء المسلحة في يوم 3 سبتمبر عام 1943– بدأت بالقوات النظامية الإيطالية: القوات الإيطالية المسلحة وشرطة كارابينييري العسكرية. اندلعت أشهر معارك تلك الفترة في روما، في نفس اليوم الذي أُعلنت فيه الهدنة. انتشرت في جميع أنحاء المدينة والطرق المحيطة بها وحدات الجيش الملكي الإيطالي، مثل فرقة ساساري، واللواء المُميْكَن، وفرقة بيافي، وفرقة أريتّي الثانية، وفرقة شنتاورو، وفرقة بياتشنزا، وفرقة لوبي دي توسكانا (هذا إلى جانب أفواج كارابينييري ومشاتها ومدفعيتها الساحلية).
في البداية نجح صد قوات المظليات (بالألمانية: Fallschirmjäger) والمشاة الميكانيكية (بالألمانية: Panzergrenadiere) الألمانية وتكبدت خسائر، لكنها استردت قوتها شيئًا فشيئًا، بعدما دعمتها فِرق البانزر المخضرمة المتفوقة. الذي أعاق قوات الدفاع هو فرار الملك فكتور إيمانويل الثالث والمارشال بييترو وطاقمها إلى مدينة برينديزي، وهذا جعل الجنرالات مسؤولة عن المدينة بلا خطة دفاعية مسبقة منسقة. أدى هذا إلى أن ألغى الحلفاء دعمهم في الدقيقة الأخيرة، إذ سيطرت قوات المظليات على مناطق الإنزال التابعة للفرقة الجوية الأمريكية الثانية والثمانين، بعدما كان العميد ماكسويل تايلور قد عبر خطوط العدو نازلًا روما ليشرف بنفسه على العملية. ساهم غياب فرقة شنتاورو الثانية الإيطالية ودباباتها الألمانية الصنع في انتصار الألمانيين على القوات الإيطالية. كانت هذه الفرقة متألفة غالبًا من أعضاء سابقين في ميليشيا القمصان السوداء، ولم تكن موثوقًا بها.
بحلول يوم 10 سبتمبر كان الألمانيون قد اخترقوا وسط روما، ووقف اللواء المُميْكَن وقفته المقاوِمة الأخيرة (وكان يدعمه فيها مدنيون) عند بوابة سان باولو. في الرابعة مساء وقع الجنرال جورجيو كارلو كالفي دي بيرغولو أمر الاستسلام، وبعدها حُلت الفرق الإيطالية وأُخذت قواتها أسرى. على رغم أن بعض الضباط الذين شاركوا في المعركة انضموا لاحقًا إلى المقاومة، فإن النزاع في روما لم تكن تدفعه مشاعر الكراهية تجاه الألمانيين، بقدر ما كانت تدفعه الرغبة في السيطرة على عاصمة إيطاليا ومقاومة نزع أسلحة الإيطاليين. في ما بعد انضم الجنرال رافائيلي كادورنا جونيور (قائد فرقة أريتّي الثانية) والجنرال غوزيبي كورديرو لانزا دي مونتيزيمولو (الذي أعدمه الألمانيون في ما بعد) إلى الحركة السرية، وأما الجنرال جوكينو سوليناس (قائد اللواء المميكن) فانضم بدلًا من ذلك إلى الجمهورية الإيطالية الاشتراكية الموالية للألمانيين.

#### بيومبينو
كانت معركة بيومبينو في مدينة توسكانا من أهم الحلقات في مقاومة القوات المسلحة الإيطالية بعد الهدنة. في يوم 10 سبتمبر عام 1943 أثناء عملية آش، حاول أسطول ألماني صغير -كان تحت قيادة الكابيتينلويتننت كارل ولف ألبراند- أن يدخل ميناء بيومبينو، لكن سلطات الميناء منعته من الدخول. أمر الجنرال سيزار ماريا دي فيكي، الذي كان قائد القوات الساحلية الإيطالية حينئذ وعضوًا سابقة بالحزب الوطني الفاشي الإيطالي، سلطات الميناء بالسماح للأسطول الألماني بالدخول، مخالَفة لنصيحة أميديو كابوانو الذي كان القائد البحري للميناء. ما إن دخل الأسطول الألماني، سلكت قواته مسلكًا عدائيًّا، وصار جليًّا أن نيتهم كانت احتلال المدينة، فطالب السكان المحليون برد فعل من قواتهم الإيطالية، مهدِّدين بالتمرد، لكن القائد الإيطالي الأعلى الجنرال فورتوناتو بيرني أمر بدلًا من هذا بإطلاق النيران على المدنيين، لتفريق جموعهم، ونهى دي فيكي عن اتخاذ أي إجراء ضد الألمانيين. لكن هذا لم يمنع اندلاع احتجاجات، وتصرف بعض الضباط الصغار بمبادرات شخصية ضد الأوامر (حتى إن بيرني ودي فيكي حاولا صرفهم من الخدمة عقابًا على ذلك) وتولوا القيادة وبدأوا توزيع أسلحة على السكان، وانضم متطوعون مدنيون إلى البحارة والجنود الإيطاليين في عملياتهم الدفاعية.

## معرض صور

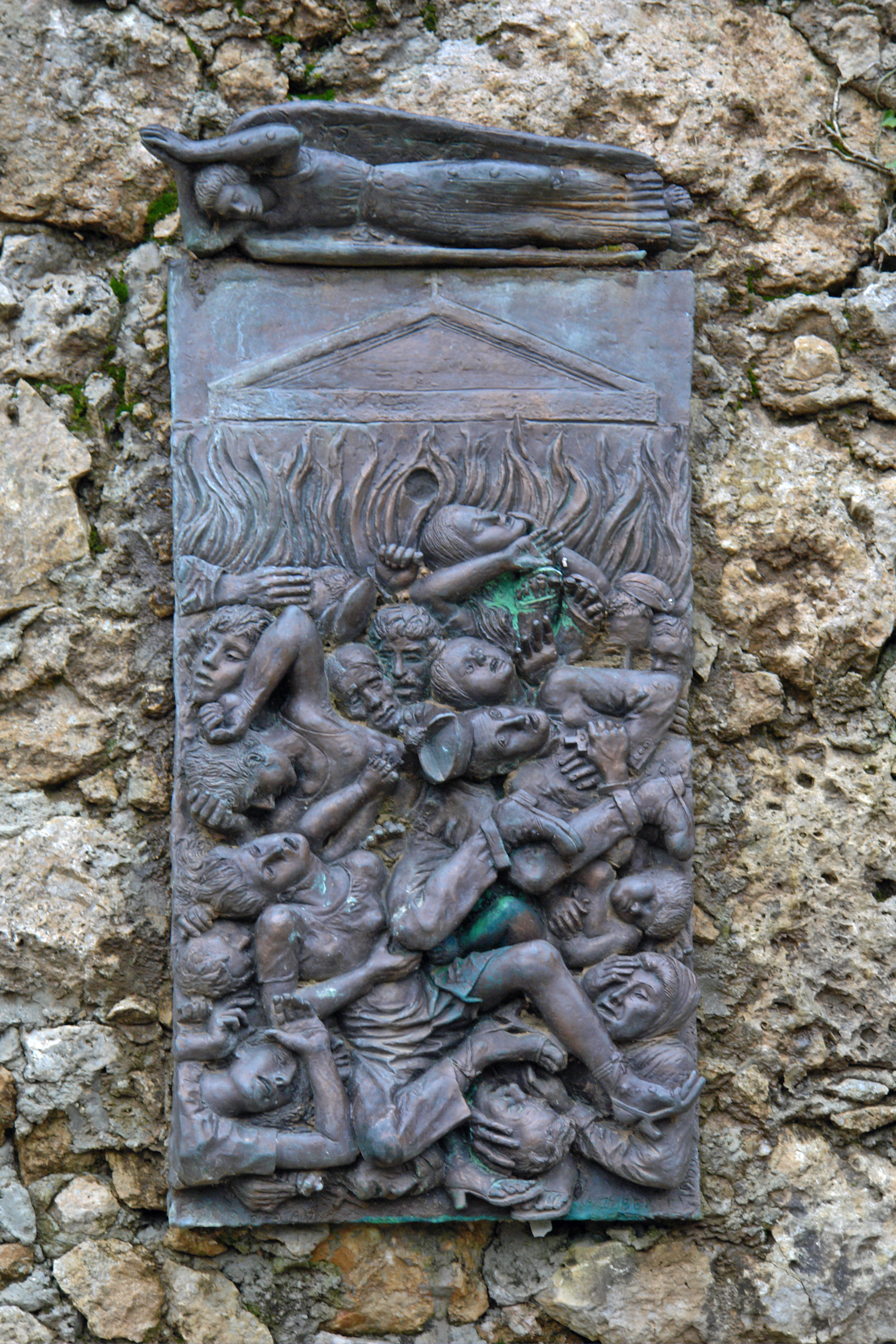
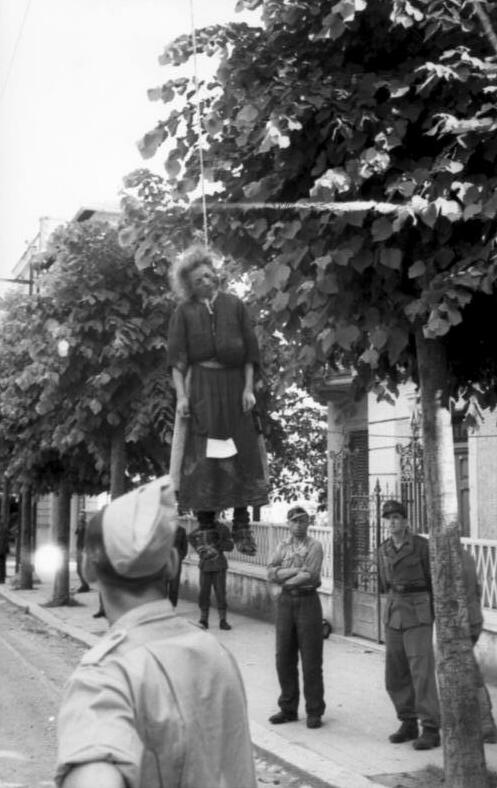
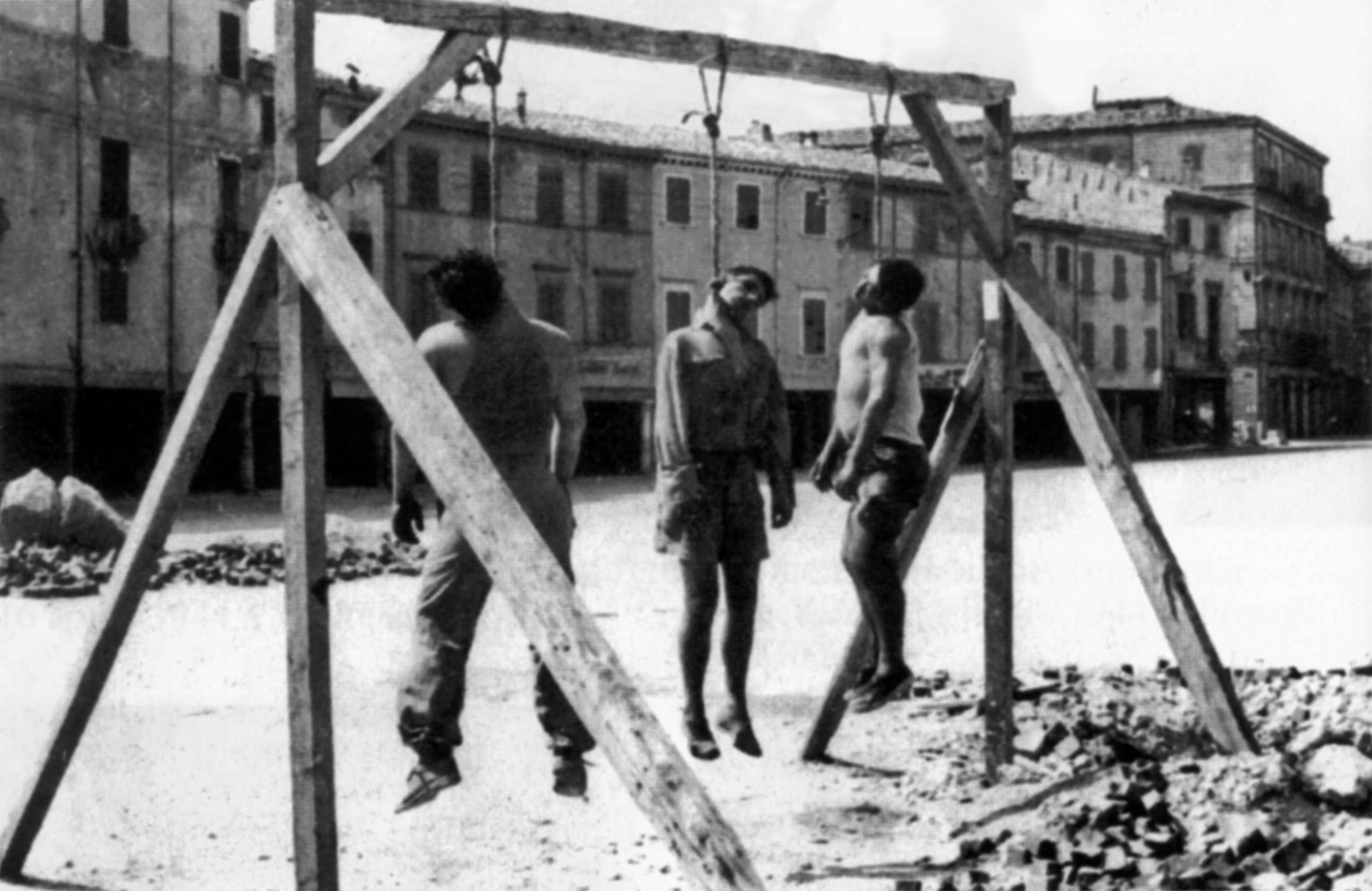
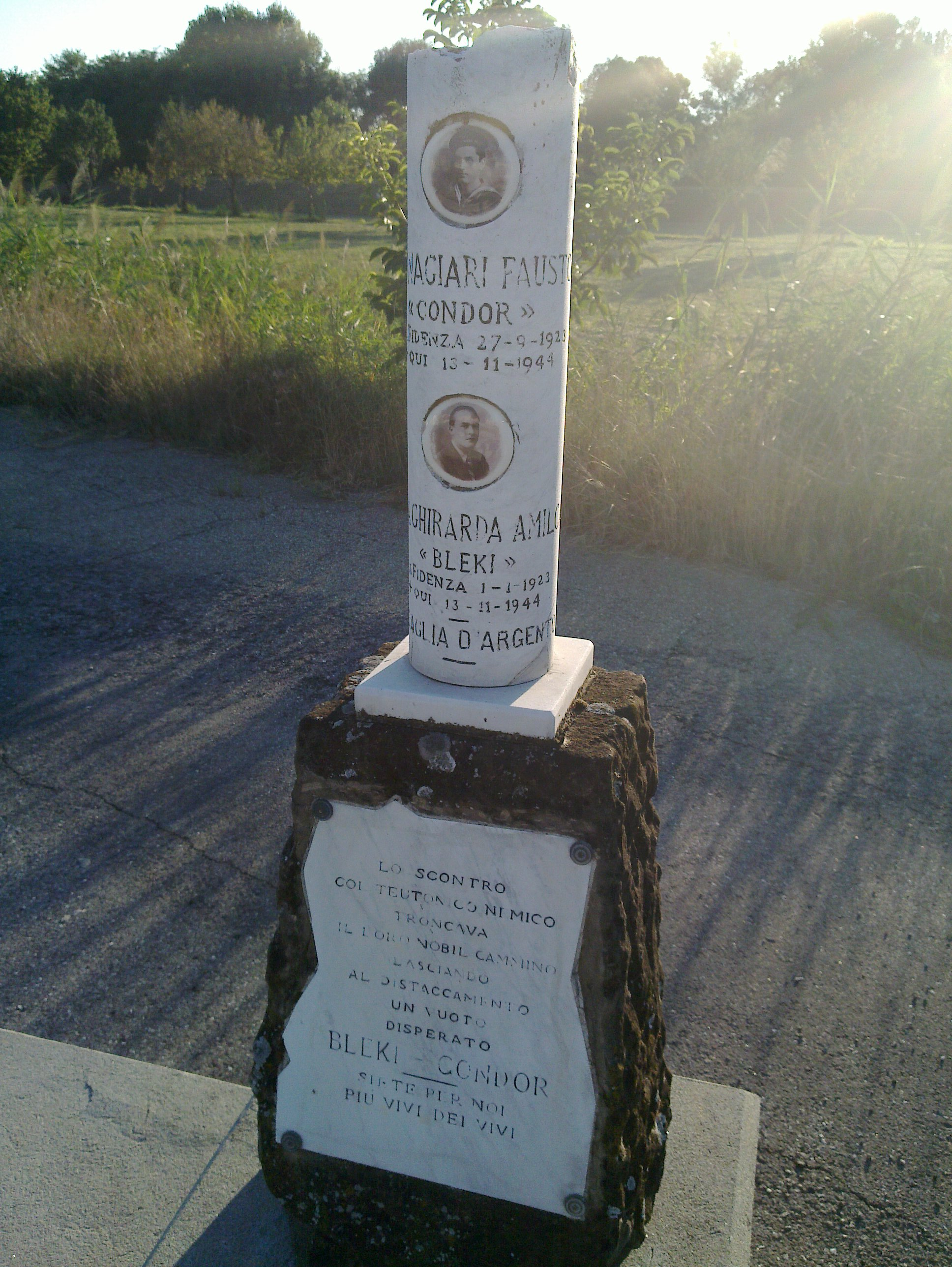
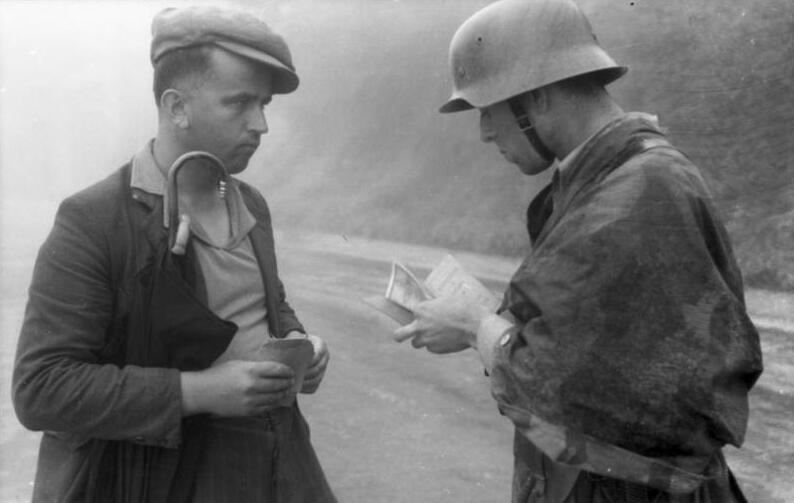